# Graylog
Graylog es una compañía de software de manejo de logs con sede en Houston, Texas. Graylog, anteriormente Torch, fue fundada en 2009 por Lennart Koopmann y comenzó como un proyecto open source en Hamburg, Alemania. La sede central se encuentra en Houston, Texas.
Graylog captura, almacena y permite la búsqueda y el análisis de registros en tiempo real contra terabytes de datos de máquina de cualquier componente en la infraestructura de TI y las aplicaciones. El software utiliza una arquitectura de tres niveles y un almacenamiento escalable basado en Elasticsearch. Graylog se ha hecho un hueco como una alternativa rápida, asequible y viable para Splunk.
Graylog lanzó su primera oferta comercial en 2016 haciendo que su solución empresarial esté disponible. A partir de 2018, Graylog ha crecido a más de 35,000 instalaciones en todo el mundo.
Graylog es financiado por 6 inversores. En octubre de 2014, Mercury realizó su inversión inicial en Graylog. e.ventures y Mercury Asset Management son sus más recientes inversores. Los otros inversionistas fueron Crosslink Capital, Draper Associates y High-Tech Gründerfonds. Aziz Gilani, un director en Mercury Fund, dice que "Mercury Fund está entusiasmado con hacer que los análisis de big data sean accesibles para los departamentos de TI sin acuerdos de licencia restrictivos solo para activar un sistema". Graylog ha recaudado un total de $ 9.4M en fondos en 3 rondas. Su última financiación se recaudó el 13 de junio de 2018 a partir de una ronda Venture que recaudó otros $ 5 millones.
Graylog participa regularmente en conferencias como DEF CON, DerbyCon, Black Hat USA, NolaCon, y Security BSides, donde Lennart es un pilar.